# Euskaltzaindia

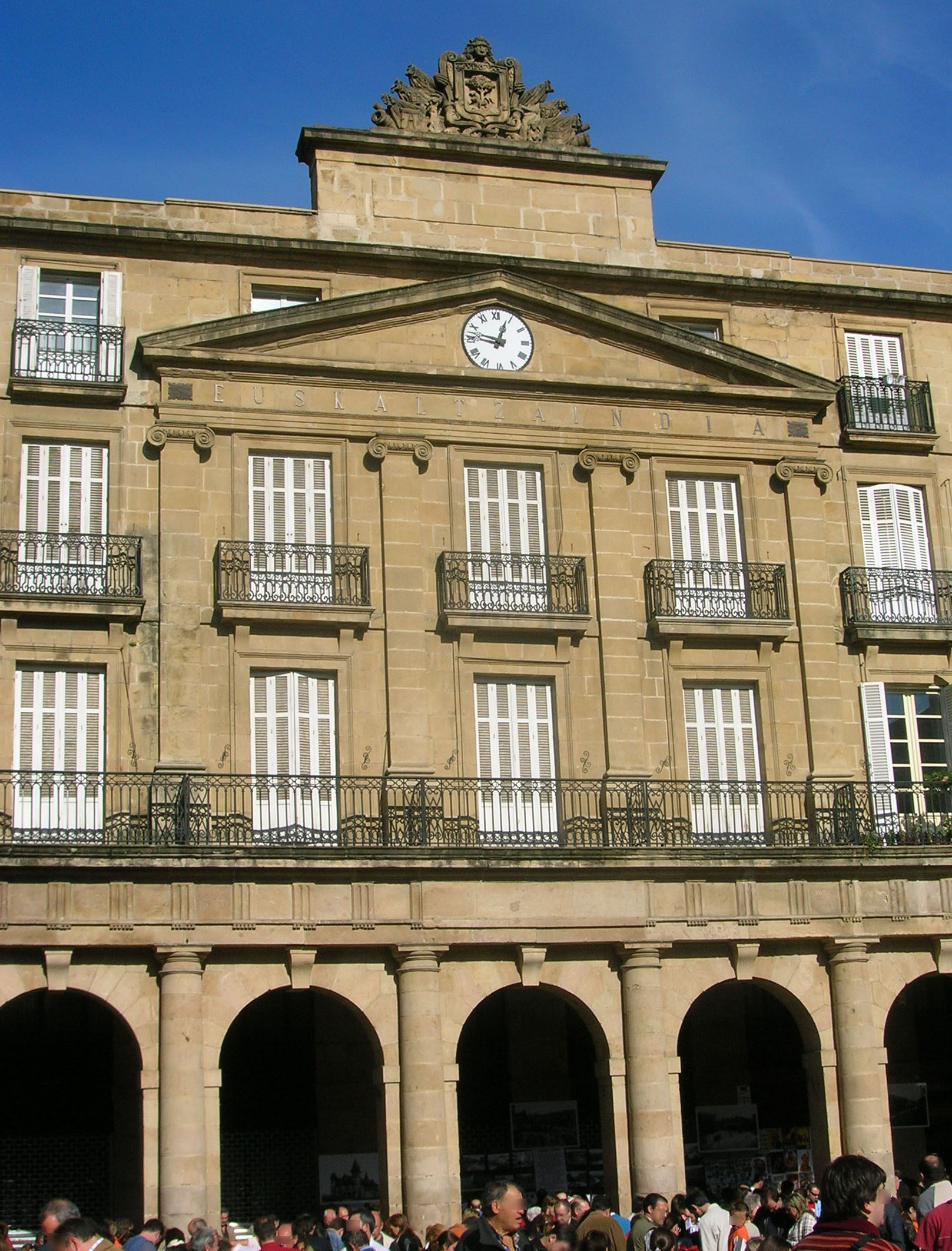
Euskaltzaindias huvudkontor i Bilbao

Euskaltzaindia (spanska: Real Academia de la Lengua Vasca, "Kungliga baskiska språkakademien"; franska: Académie de la langue basque) är en språkvårdsmyndighet för det baskiska språket. Namnet Euskaltzaindia betyder på baskiska ungefär "grupp av bevarare av baskiska språket". Den grundades 1919 och räknas sedan 1976 som en kunglig akademi i Spanien. Sedan 1995 erkänns den även av Frankrike. Akademin bekostas gemensamt av kulturella myndigheter i Biscaya, Guipúzcoa, Alava, Navarra, Spanien och Frankrike. Huvudkontoret ligger i Bilbao med lokalkontor i Bayonne, San Sebastián och Vitoria. Akademins symbol är ett ekollon.
Euskaltzaindia har utövat stort inflytande vad gäller utformandet av en standardbaskiska baserat på de olika dialekterna, och arbetar på att ta fram dels ett deskriptivt lexikon över baskiska, historiskt och dialektalt, dels ett normativt lexikon över standardbaskiska. Även studier av grammatik, litteratur, dialekternas geografiska spridning faller inom dess uppdrag. Akademin ägnar särskilt intresse åt talad baskiska. Euskaltzaindia fungerar också som rådgivande instans för de baskiska myndigheterna vad gäller baskiska ortnamn. 
Euskaltzaindia arbetar huvudsakligen för en standardiserad, gemensam baskiska, euskara batua, medan den mindre välkända organisationen Euskerazaintza snarare arbetar för att bevara dialekterna.